# Домжерицкий сельсовет
Домжерицкий сельсовет (белор. Домжарыцкі сельсавет) — административная на территории Лепельского района Витебской области Республики Беларусь. Административный центр — деревня Домжерицы.

## История

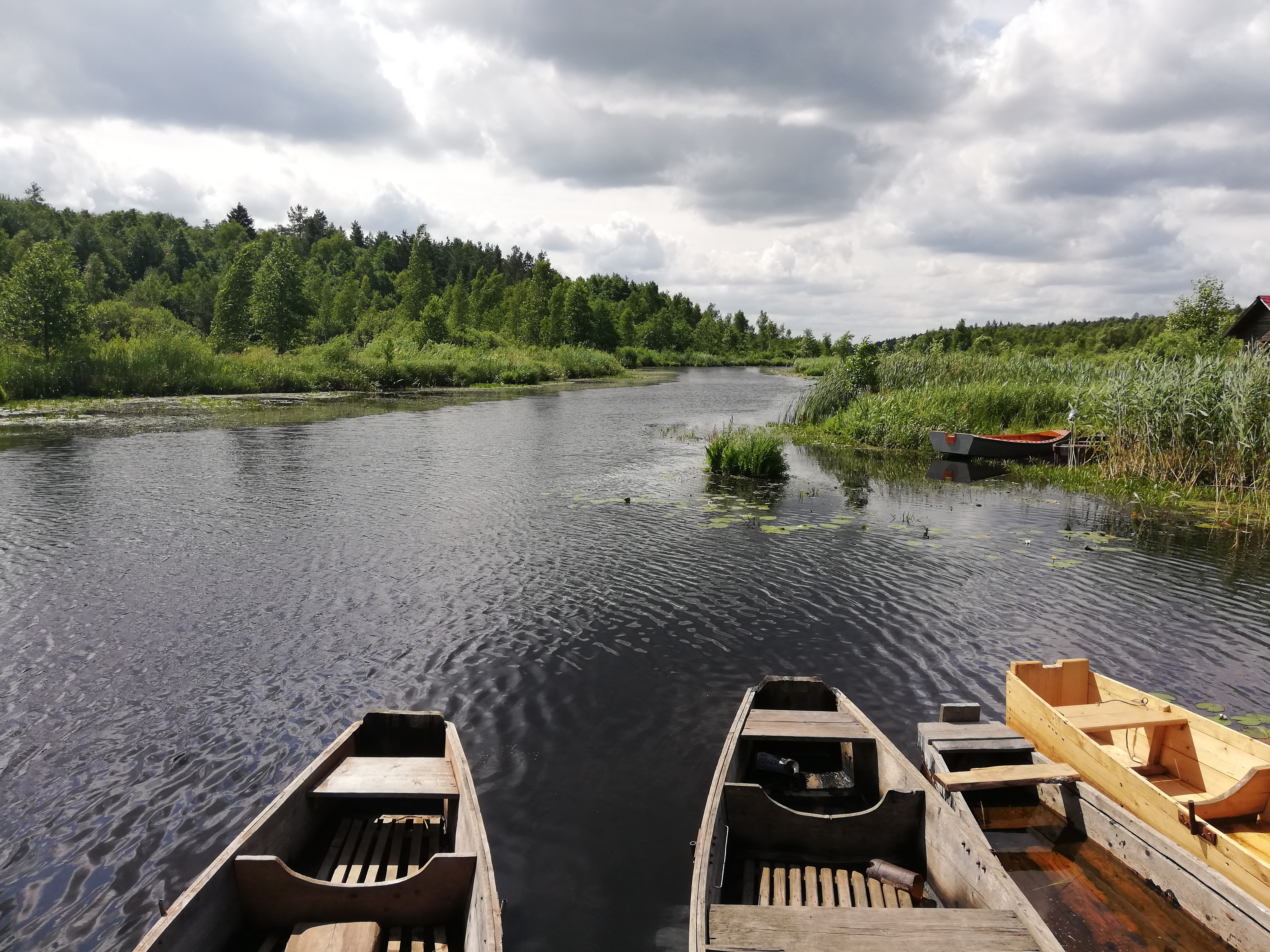

21 сентября 1999 года населённые пункты Барсуки, Волова Гора и Черница Слободского сельсовета включены в состав территории Домжерицкого сельсовета. 

## Состав
Домжерицкий сельсовет включает 11 населённых пунктов:
- Барсуки — деревня
- Волова Гора — деревня
- Домжерицы — деревня
- Кветча — деревня
- Крайцы — деревня
- Нивки — деревня
- Переходцы — деревня
- Рожно — деревня
- Савский Бор — деревня
- Ствольно — деревня
- Черница — деревня

## Достопримечательность
- Березинский биосферный заповедник и входящие в него:
  - Дом экологического просвещения
  - Музей природы
  - Музей мифологии и мифологическая тропа
  - Музей мёда
  - Лесной зоопарк
- Аллея памяти и мемориальная доска в честь Глазко Александра Николаевича, инспектора отдела охраны животного мира, водоёмов и охотничьего хозяйства Березинского биосферного заповедника, погибшего при исполнении служебных обязанностей. Расположена на территории Лесного зоопарка.